# Delphine O

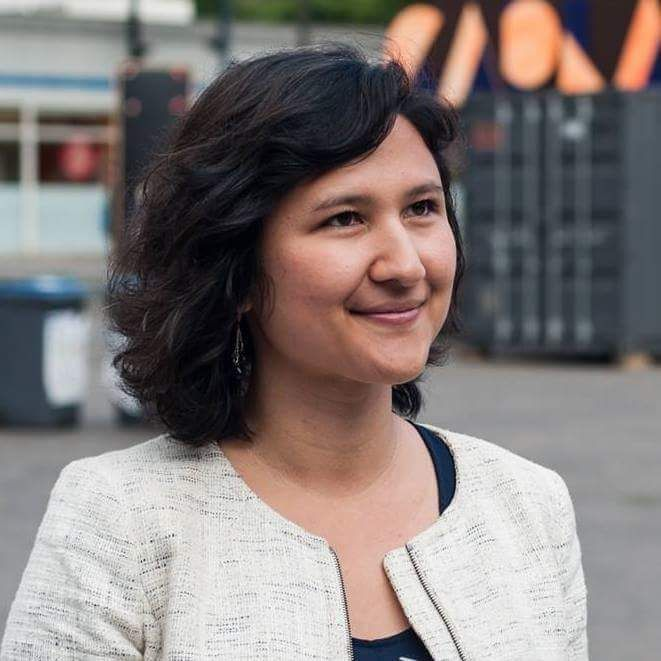
Delphine O, 2017

Delphine O (* 25. Dezember 1985 in Mont-Saint-Aignan) ist eine französische Politikerin und Diplomatin.
Als Mitglied von La République en Marche war sie Stellvertreterin von Mounir Mahjoubi, dem gewählten Abgeordneten für den sechzehnten Wahlkreis von Paris; sie wurde seine Nachfolgerin, als er nach den Parlamentswahlen 2017 Staatssekretär für digitale Angelegenheiten in der Regierung von Édouard Philippe wurde. Sie verließ die Nationalversammlung nach dem Ausscheiden von Mounir Mahjoubi aus der Regierung im April 2019.
Die Spezialistin für internationale Beziehungen wurde im Mai 2019 zur Botschafterin (die jüngste in diesem Amt in der Geschichte Frankreichs) und Generalsekretärin der Weltfrauenkonferenz der Vereinten Nationen ernannt.

## Leben

### Familie
Delphine O wurde als Tochter eines koreanischen Vaters und einer französischen Mutter geboren und wuchs in Lyon auf. Ihr älterer Bruder, Cédric O, war Emmanuel Macrons Schatzmeister im Wahlkampf, gemeinsamer Berater des Präsidenten der Republik und des Premierministers und Staatssekretärs für die digitale Wirtschaft.

### Studium
Nach ihrer Aufnahme an der École normale supérieure (Paris) im Fachbereich Sprachwissenschaften spezialisierte sie sich auf die deutsch-französischen Beziehungen und die europäische Politik, nachdem sie ein Jahr an der Freien Universität Berlin verbracht hatte. Außerdem hat sie an der Universität Paris III und an der Université Paris 1 Panthéon-Sorbonne studiert.
Im Jahr 2014 erhielt sie einen Master in Public Policy von der Harvard Kennedy School (wo sie ihre Masterarbeit zum Thema "Iranische Politik in Afghanistan" schrieb) und erwarb Fachwissen über den Nahen Osten. Sie publiziert in der Studentenzeitschrift Journal of Middle East Politics and Policy. Im Rahmen ihres Masterstudiums absolviert sie das Women and Public Policy Program.
Im Februar 2018 gab sie in der Sendung Comprendre le monde an, dass sie „ein Praktikum in der französischen Botschaft in Korea absolvierte, bevor sie zum französischen Konsulat in New York kam.“

### Berufliche Laufbahn
Von 2010 bis 2012 arbeitete sie im französischen Generalkonsulat in New York, wo sie als Pressesprecherin für das Verfassen der Reden des Konsuls zuständig war.
Anschließend wurde Delphine O als Analystin von der amerikanischen Denkfabrik Stimson Center in Washington DC eingestellt, um ein Kooperationsprojekt zwischen den Vereinigten Staaten und dem Iran zum Thema Umwelt zu betreuen. Als Nahost-Spezialistin arbeitete sie für die Nichtregierungsorganisation ActionAid in Kabul an der Beteiligung afghanischer Frauen am lokalen demokratischen Leben und an den Frauenrechten. Nach mehreren Aufenthalten im Iran zog sie 2015 für einige Monate nach Teheran, um die persische Sprache an der Universität Teheran zu lernen.
Zurück in Frankreich, war sie Mitbegründerin der Online-Zeitschrift Lettres Persanes, das die französische Öffentlichkeit besser über Politik, Wirtschaft, Gesellschaft und Kultur des Iran informieren will und „Beratungs- und Schulungsdienste“ anbietet. Als Direktorin für die Geschäftsentwicklung bei Lettres Persanes ist sie verantwortlich für die Entwicklung neuer Angebote für die verschiedenen Zielgruppen der Website (Privatpersonen, Journalisten, Forscher, Unternehmen, Institutionen usw.) und für den Aufbau von Partnerschaften mit Forschungseinrichtungen, die sich mit dem Iran befassen (Fondation Jean-Jaurès, französisches Forschungsinstitut im Iran usw.). In dieser Funktion betreut sie die Forschungs- und Analysetätigkeiten von Lettres Persanes (Veröffentlichung regelmäßiger Notizen und Artikel) und hält Vorträge am Institut d’études politiques de Paris. Im März 2017 organisiert Lettres Persanes in Zusammenarbeit mit dem Institut français des relations internationales (IFRI) ein Kolloquium über das Erbe der islamischen Revolution im heutigen Iran.

### Politische Karriere

#### Innerhalb von LREM
Delphine O, die in mehreren Vereinigungen aktiv ist (CAIR Coalition, Secours catholique usw.), schloss sich En marche vom Beginn an. Sie ist Mitglied der Expertengruppe für internationale Beziehungen, die das außenpolitische Programm von Emmanuel Macron entwickelt.
Ende 2017, nach der Wahl von Christophe Castaner zum Generaldelegierten der LREM, stand Delphine O auf der von Joachim Son-Forget geführten Liste „Diversité des territoires“ für die Wahl des Parteivorstands.
Im Hinblick auf die Europawahl in Frankreich 2019 ist sie eine der neun LREM-Botschafter, die Kontakte und sogar Verbindungen zu potenziellen Partnern für LREM herstellen sollen.

#### Abgeordnete
Sie ist Stellvertreterin von Mounir Mahjoubi im Wahlkampf für die Parlamentswahl in Frankreich 2017 im Wahlkreis 16 in Paris. Als Ersatz für Mounir Mahjoubi, der am 21. Juni 2017 zum Staatssekretär ernannt wurde, wurde sie einen Monat später Abgeordnete für diesen Wahlkreis.
Ende September 2017 gab François de Rugy, Präsident der Nationalversammlung, ihre Ernennung zur Berichterstatterin für eine der Arbeitsgruppen zur Reform der Nationalversammlung bekannt; ihre Arbeitsgruppe ist die „Öffnung der Nationalversammlung für die Gesellschaft und ihren wissenschaftlichen und kulturellen Einfluss“. Sie ist Vorsitzende der französisch-iranischen Freundschaftsgruppe und organisierte in dieser Funktion im Februar 2018 ein Treffen zwischen iranischen Geschäftsfrauen und französischen Abgeordneten in der Nationalversammlung. Im April 2018 koordinierte sie die Veröffentlichung eines von mehr als 500 französischen, deutschen und britischen Parlamentariern aller Parteien unterzeichneten offenen Briefes an den US-Kongress: Dieser Brief, in dem die Vereinigten Staaten aufgefordert werden, nicht aus dem Atomabkommen mit dem Iran auszusteigen, wurde am 19. April 2018 gleichzeitig auf der Titelseite von Le Monde, The New York Times, The Guardian und dem Spiegel veröffentlicht. Im November 2018 wurde sie zur Berichterstatterin einer Erkundungsmission zu strategischen Fragen im Südchinesischen Meer ernannt, für die sie China und Vietnam besuchte. Sie ist auch Mitglied der Untersuchungsausschusses über rechtsextreme Gruppierungen.
Als Mounir Mahjoubi aus der Regierung ausschied und automatisch ihren Parlamentssitz zurückerhielt, verließ sie im April 2019 die Nationalversammlung.

### Nach der Nationalversammlung
Nach ihrem Ausscheiden aus der Nationalversammlung im April 2019 trat sie in das Ministerium für Europa und Äußeres ein: L’Opinion berichtet, dass „ihre 21 Monate im Ausschuss für Auswärtige Angelegenheiten und ihre 34 Reisen es ihr ermöglicht haben, das notwendige Netzwerk aufzubauen.“
Mit Beschluss des Ministerrats vom 29. Mai 2019 wurde sie mit Wirkung vom 1. Juni 2019 zur Botschafterin und Generalsekretärin der Weltfrauenkonferenz der Vereinten Nationen ernannt. Diese Ernennung wirft den Vorwurf der Vetternwirtschaft auf, da sie eine familiäre Verbindung zu dem Minister Cedric O hat. Laut dem Journalisten Vincent Jauvert wird sie die jüngste Botschafterin in Frankreich.